# Centrostephanus asteriscus
Centrostephanus asteriscus is een zee-egel uit de familie Diadematidae.
De wetenschappelijke naam van de soort werd in 1907 gepubliceerd door Alexander Emanuel Agassiz & Hubert Lyman Clark.